# Giorgio Jannicelli
Giorgio Jannicelli (Roma, 26 giugno 1912 – Bowolin, 29 dicembre 1941) è stato un aviatore e militare italiano.
Capitano pilota della specialità caccia, partecipò alla Guerra civile spagnola e alla seconda guerra mondiale. Per il suo comportamento nell'ultima missione fu decorato di Medaglia d'Oro al Valor Militare alla memoria.

## Biografia
Nacque a Roma il 26 giugno 1912 da Leone e Augusta Natalizi, primogenito di tre figli. Conseguì il diploma di maturità classica presso il Liceo Umberto I di Roma nel 1929, ed il 22 ottobre dello stesso anno si iscrisse come Allievo ufficiale presso la terza classe della Regia Accademia Navale di Livorno. Effettua la crociera annuale, sulla nave scuola Cristoforo Colombo, lungo le coste dell'Africa del nord. Appassionatosi al mondo dell'aviazione decise di transitare nella Regia Aeronautica, e nonostante le pressioni dell'ammiraglio Domenico Cavagnari, allora Comandante dell'Accademia Navale, nel novembre 1930 venne ammesso a frequentare il Corso Ibis presso la Regia Accademia Aeronautica di Caserta.
Nel settembre 1933 venne nominato Sottotenente pilota in Servizio Permanente Effettivo (S.P.E.), e Tenente pilota nel luglio 1934. Nel corso di quell'anno frequentò dapprima la Scuola Caccia e poi quella di Osservazione aerea. Al termine dei corsi fu assegnato a prestare servizio presso il 1º Stormo Caccia Terrestre basato sull'aeroporto di Campoformido. Tra il 1936 ed il 1937 prestò servizio come istruttore presso la Regia Accademia di Caserta, passando quindi in forza al 52º Stormo Caccia Terrestre. Nel luglio 1937 fu promosso al grado di Capitano pilota.
Dal luglio 1938 al giugno 1939 prese parte alla Guerra civile spagnola in seno all'Aviazione Legionaria, dapprima nelle Isole Baleari, presso il X Gruppo Caccia (10º Gruppo), e quindi sul continente. In Spagna ebbe il comando di una squadriglia della Squadriglia Autonoma Mitragliamento "Frecce" equipaggiata con i caccia Fiat C.R.32. In riconoscimento delle azioni svolte fu insignito di una Medaglia d'argento, una di bronzo ed una Croce di guerra al valor militare.
Al rientro in Italia tra il luglio 1939 ed il marzo 1940 fu assegnato in forza al 54º Stormo Caccia Terrestre, passando poi al 22º Gruppo Caccia Terrestre (22º Gruppo Autonomo Caccia Terrestre) "La Cucaracha" appartenente al 52º Stormo C.T.
Con l'entrata in guerra dell'Italia, il 10 giugno 1940, prese parte alla operazioni aeree contro la Francia, e poi alla difesa di Roma e Napoli in seno alla 369ª Squadriglia del 22º Gruppo. Verso la fine del mese di settembre il 22º Gruppo iniziò la transizione sui caccia Aermacchi C.200 Saetta.
Col il protrarsi della Campagna di Grecia, il 7 marzo 1941 il suo reparto fu assegnato all'Aeronautica dell'Albania - AALB, e trasferito all'Aeroporto di Tirana.
Partecipò ai combattimenti sui cieli della Grecia e poi nell'Invasione della Jugoslavia, coprendo anche le funzioni di comandante di Gruppo. Nell'aprile del 1941 gli fu concessa un'altra Medaglia d'argento al valor militare per le operazioni compiute in quel teatro bellico.
Il 18 agosto 1941 fu trasferito, con l'intero 22º Gruppo, presso il Comando Aviazione del Corpo di Spedizione Italiano in Russia (C.S.I.R.), ed inviato sul Fronte orientale al comando del maggiore Giovanni Borzoni. Il 22º Gruppo da caccia fu dislocato sull'aeroporto di Krivoj-Rog in Ucraina.
Rientrato per un breve periodo in Italia, in quanto seriamente ammalato, anche se non completamente guarito riprese servizio in terra russa, prendendo parte a tutte le operazioni belliche di quel periodo. Per queste azioni, nel mese di novembre, fu insignito di una terza Medaglia d'argento al valor militare concessagli "sul campo".
Divenuto Comandante interinale di Gruppo, nel pomeriggio del 29 dicembre 1941, nel corso dell'offensiva sovietica di Natale, decollò dal campo d'aviazione di Zaporižžja per contrastare un'azione di bombardamento condotta da velivoli sovietici contro le linee italiane. Dopo un lungo combattimento, sostenuto da solo contro quindici caccia sovietici, il suo velivolo precipitò in fiamme nel cielo di Bowolin. Citato all'ordine del giorno dal comandante del C.S.I.R., generale Giovanni Messe, su proposta del generale Enrico Pezzi gli fu concessa la Medaglia d'oro al valor militare memoria.
Il suo corpo fu sepolto, con gli onori militari, presso il cimitero militare campale di Juzovka, vicino a Stalino ma dopo la fine della guerra andò dispersa, insieme a quelle di vari altri caduti ivi inumati. La sua città natale gli ha intitolato una via.

### Periodici
- Alessandro Ferioli, Loris Nannini, un aviatore italiano nei lager di Stalin, in Rivista Aeronautica, n. 5, Roma, Stato Maggiore dell'Aeronautica Militare, 2005,  pp. 84-89.